# Live (album Iron Butterfly)
Live – pierwszy album koncertowy amerykańskiej, psychodelicznej grupy rockowej Iron Butterfly, wydany w 1970 roku. Jest ostatni album nagrany w składzie Brann, Bushy, Dorman i Ingle. Jest to jedyny album grupy na którym śpiewa tylko jeden wokalista. Był on komercyjnym sukcesem osiągając 20 pozycje na liście Billboardu.

## Spis utworów

### Strona A
| 1. | "In the Time of Our Lives" (Doug Ingle/Ron Bushy)     | 4:23  |
|    |                                                       |       |
| 2. | "Filled with Fear" (Ingle)                            | 3:27  |
|    |                                                       |       |
| 3. | "Soul Experience" (Ingle/Bushy/Erik Brann/Lee Dorman) | 3:55  |
|    |                                                       |       |
| 4. | "You Can't Win" (Danny Weis/Darryl DeLoach)           | 2:48  |
|    |                                                       |       |
| 5. | "Are You Happy" (Ingle)                               | 3:20  |
|    |                                                       |       |
|    |                                                       | 17:53 |
|    |                                                       |       |

### Strona B
| 1. | "In-A-Gadda-Da-Vida" (Ingle) | 19:00 |
|    |                              |       |
|    |                              | 19:00 |
|    |                              |       |

## Wykonawcy
- Doug Ingle - wokal prowadzący, organy
- Erik Brann - gitara
- Lee Dorman - gitara basowa, wokal wspierający
- Ron Bushy - perkusja, instrumenty perkusyjne